# Остров (Ленинский район)
О́стров — село в Ленинском городском округе Московской области России.

## География
Находится в 2 км к северу от Володарского шоссе и примерно в 9 км к северо-востоку от центра города Видного. Ближайшие населённые пункты — село Молоково, деревни Мисайлово, Мамоново и Слобода. С востока протекает река Москва. С северо-запада — реки Береженка и Юшунка. В селе 11 улиц, включая проезды, приписаны дачное некоммерческое партнёрство (ДНП) и садоводческое некоммерческое товарищество (СНТ).

## История

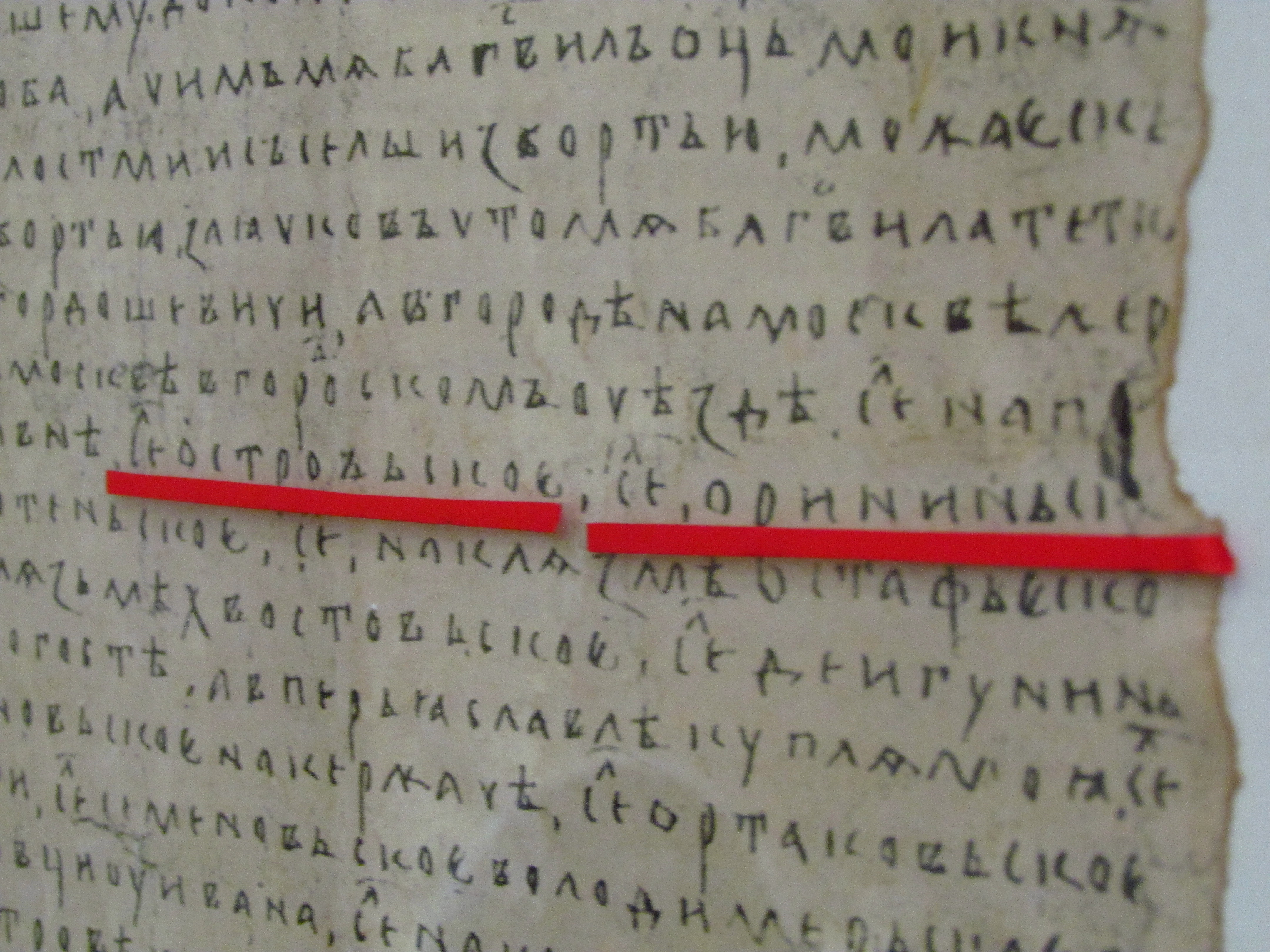
«Село Островьское» и «село Орининьское» в духовной грамоте. Экспозиция Историко-культурного центра Ленинского района.

В первой половине XIV века (около 1339 года) в духовной грамоте Ивана Калиты впервые упоминаются два населённых пункта нынешнего Ленинского городского округа — сёла Остров («село Островьское») и Ирининское («село Орининьское», современное Молоково). Словом «остров» в центральной России именовали участок леса в степи, возвышенность на равнине, «гриву», невысокие и плосковерхие бугры, холмы. В одном из этих значений слово «остров» стало основой для наименования села Остров в Подмосковье.
До XVIII века село оставалось во владении великих князей и царей. Сюда приезжали на охоту почти все русские правители, включая Ивана Грозного. В XVII веке первые цари династии Романовых часто отправлялись из Острова на богомолье в Николо-Угрешский монастырь. Пётр I пожаловал село А. Д. Меншикову. После его ссылки Остров возвратился в собственность царей.
В 1767 году Екатерина II отдала Остров вместе с Беседами графу А. Г. Орлову. Новый владелец построил в Острове большую усадьбу и завёл конный завод. На конный завод доставляли лошадей из Аравии, Турции, Персии, Англии. В 1777 году Орлов перевёл всех своих лошадей из Острова в Воронежскую губернию, где в 1776 году он основал Хреновской конный завод. Именно там и была выведена знаменитая порода орловских рысаков. С 1811 по 1831 год Хреновским конным заводом управлял уроженец Острова Василий Иванович Шишкин.
После смерти А. Г. Орлова его дочь Анна продала Остров Министерству государственных имуществ. В 1846 году в селе была создана школа лесоводства, просуществовавшая несколько лет. В 1868 году усадебный дом был продан с торгов Николо-Угрешскому монастырю. В конце XIX века в усадьбе была устроена богадельня.
До 2006 года село входило в Молоковский сельский округ Ленинского района, а с 2006 до 2019 года в рамках организации местного самоуправления включалось в Молоковское сельское поселение Ленинского муниципального района.
С 2019 года входит в Ленинский городской округ.

## Население
| 2002 | 2006 | 2010 |
| ---- | ---- | ---- |
| 378  | ↘267 | ↗463 |

## Достопримечательности
Главная достопримечательность села — шатровая церковь Преображения конца XVI века, расположенная на правом берегу реки Москвы. Церковь является замечательным памятником древнерусского зодчества. Её можно поставить в один ряд с известными храмом Вознесения в Коломенском и храмом Василия Блаженного.
В XVII веке, вероятно, в церкви располагался наблюдательный пост. Под крестом было помещение для наблюдателей. Сюда вела лестница, пробитая в стене, и лестница-цепь по шатру храма. В случае приближения неприятеля подавался знак дымом, который был виден в Москве.
В 1830 году перед церковью была поставлена значительно отличающаяся по стилю псевдоготическая колокольня.
Храм открыт после многолетней реставрации и с 1991 года является действующим православным приходом.

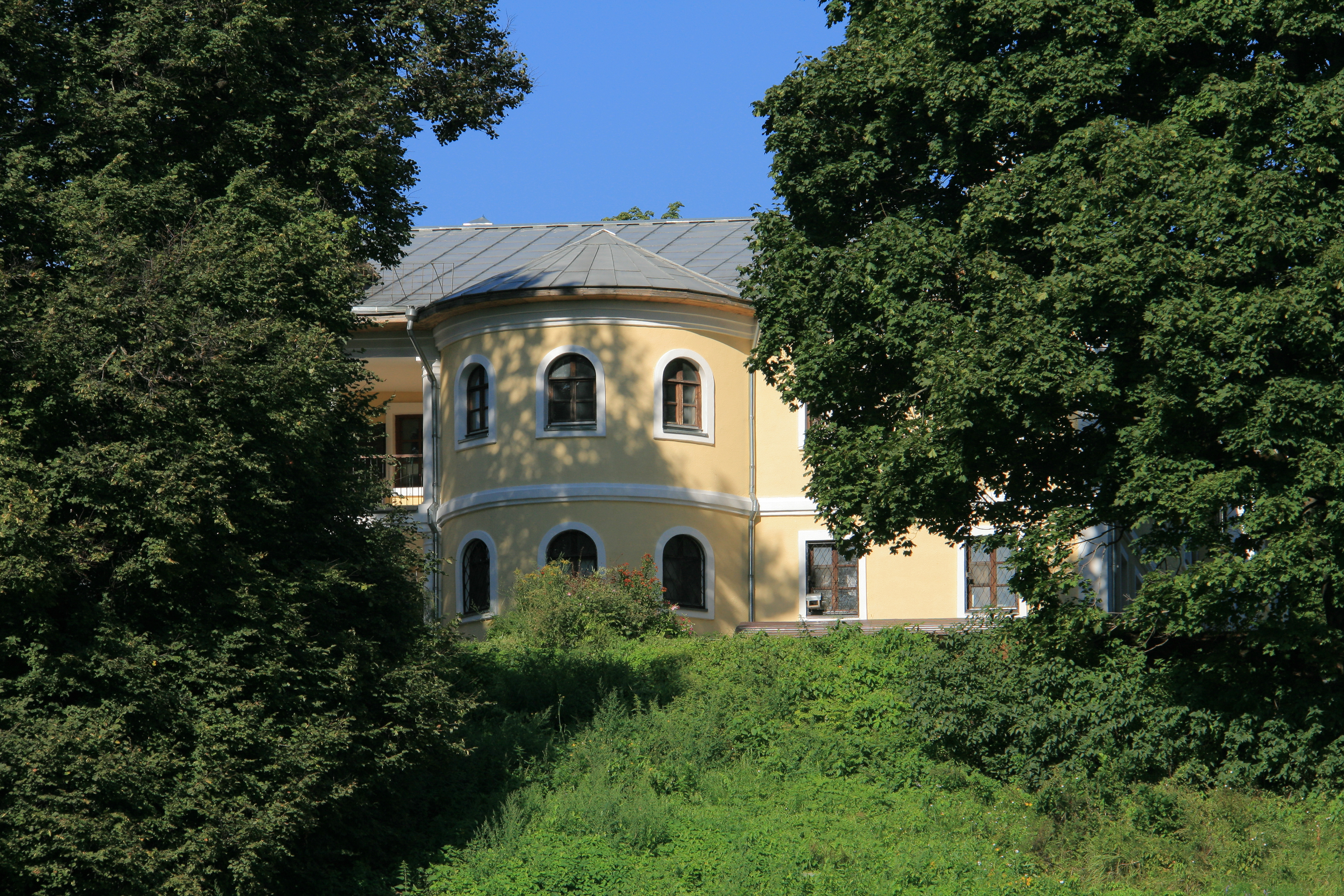
Манеж

От усадьбы сохранился парк и строения бывшего конного двора конца XVIII века.